# Rich Nugent
Richard B. Nugent, detto Rich (Chicago, 26 maggio 1951), è un politico statunitense, membro della Camera dei Rappresentanti per lo stato della Florida dal 2011 al 2017.

## Biografia
Nato in un sobborgo di Chicago, dopo gli studi divenne volontario dell'Illinois Air National Guard, facente parte della United States Air Force dove prestò servizio fino al 1975. Nel 1984 cominciò a lavorare nell'ufficio dello sceriffo della Contea di Hernando, finché nel 2000 venne eletto proprio sceriffo.
Nel 2010 la rappresentante repubblicana Ginny Brown-Waite annunciò il suo ritiro dalla politica per motivi di salute e chiese a Nugent di candidarsi per sostituirla. Nugent accettò e vinse le elezioni con il 67% dei voti.
Fu riconfermato per altri due mandati nel 2012 e nel 2014, poi nel 2016 annunciò il suo ritiro dalla politica e lasciò il Congresso.